# Chieulles

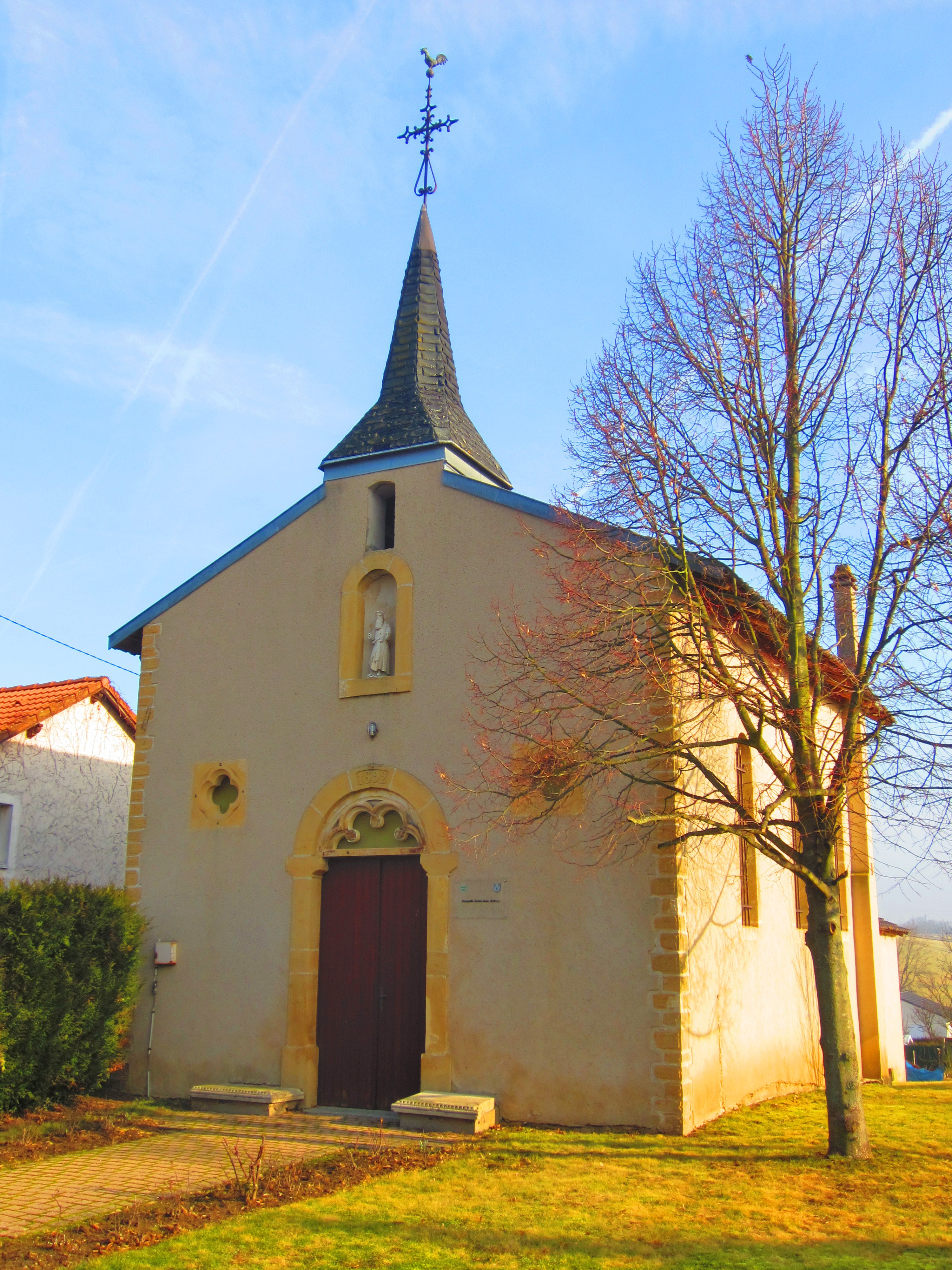
Kapelle St. Baptiste

Chieulles ist eine französische Gemeinde mit 413 Einwohnern (Stand 1. Januar 2022) im Département Moselle in der Region Grand Est (bis 2015 Lothringen). Sie gehört zum Arrondissement Metz.

## Geographie
Chieulles liegt in Lothringen, acht Kilometer nordöstlich von Metz. Die Mosel bildet die westliche Gemeindegrenze.

## Geschichte
Das Dorf gehörte früher zum Bistum Metz.
Durch den Frankfurter Frieden vom 10. Mai 1871 kam die Region an das deutsche Reichsland Elsaß-Lothringen, und das Dorf wurde dem Landkreis Metz im Bezirk Lothringen zugeordnet. Die Dorfbewohner betrieben Getreide-, Obst- und Weinbau.
Nach dem Ersten Weltkrieg musste die Region aufgrund der Bestimmungen des Versailler Vertrags 1919 an Frankreich abgetreten werden. Im Zweiten Weltkrieg war die Region von der deutschen Wehrmacht besetzt. Der Großteil der Einwohner wurde von der deutschen Zivilverwaltung in den Westen Frankreichs zwangsausgesiedelt.
Das Dorf trug 1915–1919 und 1940–1944 den eingedeutschten Namen Schöllen.

### Demographie
| Anzahl Einwohner seit Anfang des 20. Jahrhunderts | Anzahl Einwohner seit Anfang des 20. Jahrhunderts | Anzahl Einwohner seit Anfang des 20. Jahrhunderts | Anzahl Einwohner seit Anfang des 20. Jahrhunderts | Anzahl Einwohner seit Anfang des 20. Jahrhunderts | Anzahl Einwohner seit Anfang des 20. Jahrhunderts | Anzahl Einwohner seit Anfang des 20. Jahrhunderts | Anzahl Einwohner seit Anfang des 20. Jahrhunderts | Anzahl Einwohner seit Anfang des 20. Jahrhunderts |
| ------------------------------------------------- | ------------------------------------------------- | ------------------------------------------------- | ------------------------------------------------- | ------------------------------------------------- | ------------------------------------------------- | ------------------------------------------------- | ------------------------------------------------- | ------------------------------------------------- |
| Jahr                                              | 1962                                              | 1968                                              | 1975                                              | 1982                                              | 1990                                              | 1999                                              | 2007                                              | 2019                                              |
| Einwohner                                         | 89                                                | 78                                                | 120                                               | 203                                               | 301                                               | 350                                               | 381                                               | 423                                               |